# Yume Wo Katare

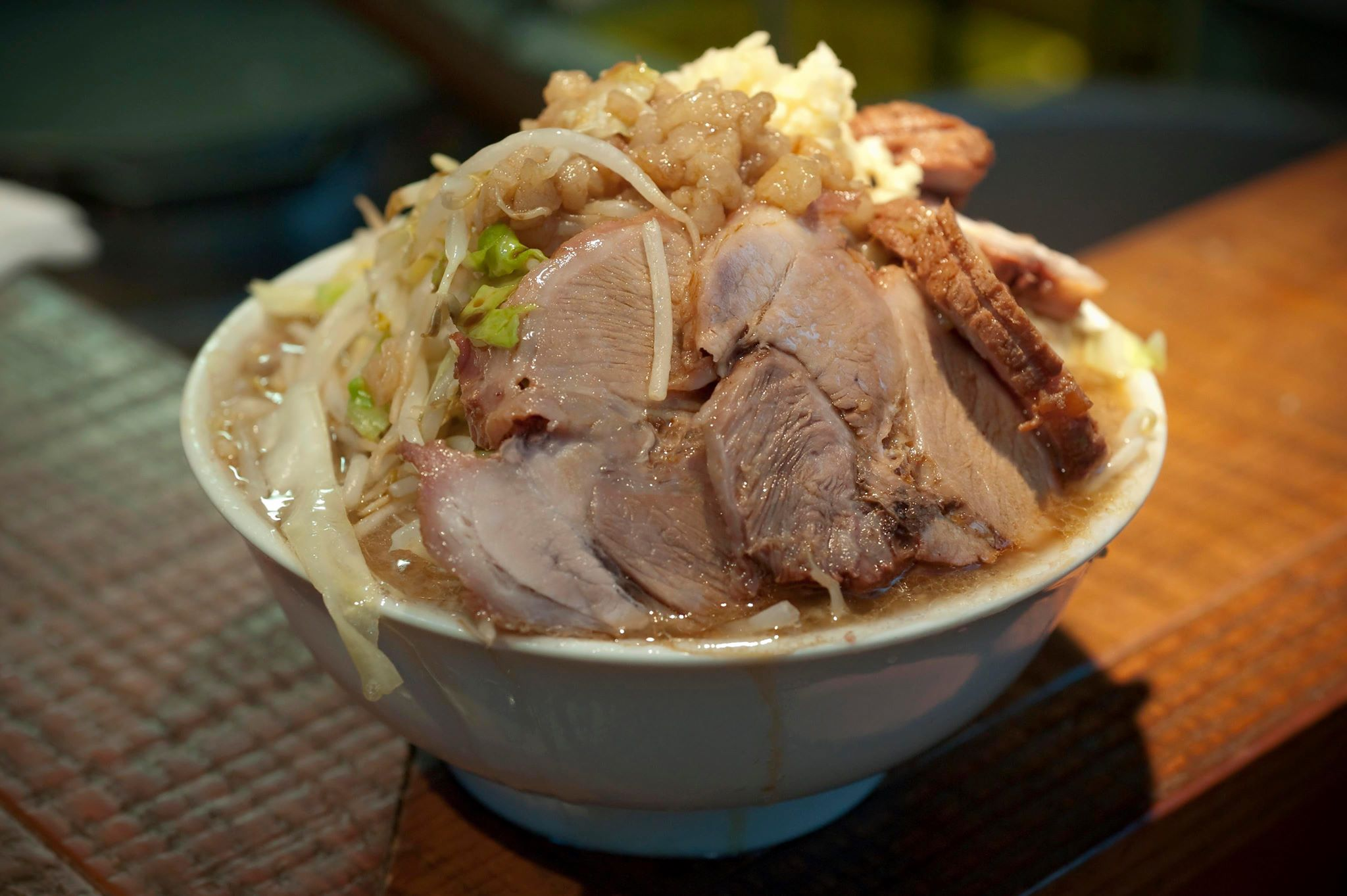
Yume Wo Katare（夢を語れ）・ラーメン

Yume Wo Katare（ゆめをかたれ、夢を語れ）は、アメリカのボストン、大分県別府市などで「二郎系ラーメン」を提供しているラーメン店。2012年10月、西岡津世志が創業。

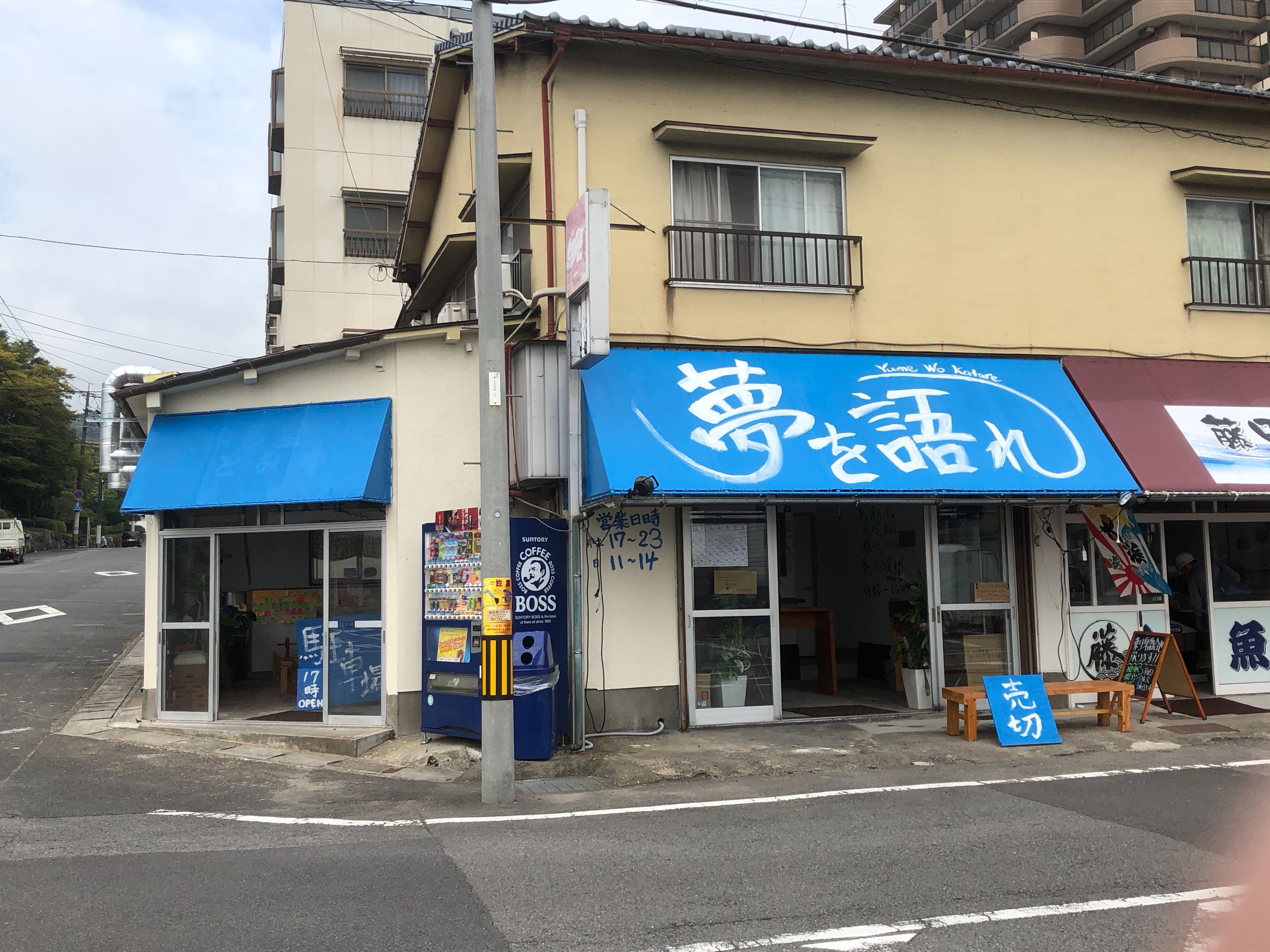
Yume Wo Katare（夢を語れ）別府・外観

## 沿革

### 芸人からアルバイトを経て弟子へ
- 西岡は、1979年滋賀県近江八幡市生まれ、滋賀県でも上位の進学校・彦根東高校を卒業した後に上京し、吉本興業の渋谷公園通り劇場などでお笑い芸人をしていた[1][3][4]。当時は野田ちゃんらとトリオ「トンコツ荘」を組み、主にコントをしていた[5]。組んでいた相方と「ラーメン二郎 神谷支店[注 2]」に訪れ、その味に感銘を受け通い詰め、そこで働きたいと思うようになる。アルバイトとして働き始めた後、支店長吉田から「将来この支店を二郎から独立させ、更にそこから支店を増やしていきたいので本弟子にならないか」との依頼を西岡が受けたこと、自身もラーメンが大好きで作るのが楽しいという感覚がつよくなり一念発起し、芸人を廃業。アルバイトから本格的な弟子として修行を開始[2]。師匠である吉田の展望どおり「ラーメン二郎神谷支店」は総本山である本店総帥から独立し、「ラーメンマルジ本店」へと看板架け替え、吉田は支店長から店主となった。そしてマルジは支店を出し、西岡を「ラーメンマルジ西新井店」支店長とした。

### 独立、西日本初の進出
- 3年ほどして西岡は「ラーメンマルジ」から独立し、2006年10月に学生街である京都市一乗寺に「ラーメン荘 夢を語れ」を創業する[2][4]。その後、大阪市内や京都市伏見区にも「地球規模で考えろ」「歴史を刻め」などラーメン荘グループを展開するようにもなり「関西二郎系のパイオニア」となる[1]。

### 渡米と凱旋
- 順風満帆であったが、「海外でラーメン店をオープンさせる」という夢を叶えるため、ラーメン荘グループ全てを後継者に譲渡。その資金で、2012年10月にアメリカのボストンで「Yume Wo Katare（夢を語れ）」を創業し、二郎系では初めて海外進出を果たす[1][2][8]。開店して以来、凍りつくようなマイナス20度の真冬でも行列が途切れることのない二郎系のラーメン店となる[1][8]。店内ではラーメンを食べるだけでなく、食べた後、希望者は「夢を語る」ことが出来る空間が提供されている[1][2][4]。
- 2018年の帰国後、アメリカのボストンの他、日本各地で支店展開がなされ、「俺の生きる道」（文京区白山）など独立店も存する[9]。

### 日本全国展開と育成
- 創業地を離れ、佐賀県鳥栖市に移転、総本店を構える[10]。
- 弟子の育成条件[10]
  - 1年間、総本店や各店舗で修業
  - 2年目、自分でお金を借りて自分の店を立ち上げる。物件も自分で探し、スタッフも自分で見つけて育てる
  - 3年間経営したら、店をたたむか屋号を変える（西岡の名前や看板を借りるのは三年間で、完全な独立を目指すもの）
- 店舗は大分県別府市[11][12]、[13]女川[14]、京都[15]、沖縄[16]、長岡、千葉、渋谷、秋葉原、神奈川、小松、岐阜、滋賀、鳥取、広島、直島、松山、高知、鹿児島、長崎、富山、福井[17]にある。

## 不祥事

### 松山店食中毒事件
2020年9月、グループ創設者が店主である総本店の「夢を語れ 松山」で黄色ブドウ球菌による食中毒が発生。行政指導と2日間の営業停止の行政処分を受けた。

### 店主によるSNSでの不適切投稿
2023年4月21日、埼玉県越谷市の「夢を語れ埼玉」において、客と思われるTwitterユーザが同店で提供されたラーメンの味を酷評した投稿に対し、同店主がリプライで「もちろんもう二度と来ないでください!」「お残しに募金を頂いてるのですが、 不快だったので声もかけず、ありがとうございましたも意識的に省略しました」「コールの時に『にんにくなし』 って言われた時点で、 クソ素人が来たなと思ってたんですけど案の上だったので、 そもそもこういう輩が入って来ない店を目指したいです」などと投稿した。これに対し、店主のTwitterアカウントに批判が殺到し炎上状態となった。
同店主は同月24日のTwitter投稿で「この度は、私の不適切な発信により該当される方に限らず関心を寄せてくださるたくさんの方に不快な思いをさせたことお詫び申し上げます。また、夢を語れグループにおける店舗責任者の一人としての無責任な発信により、グループ関係者の皆様並びに、夢を語れを応援してくださる皆様にも多大なるご迷惑とご心配をおかけしたことお詫び申し上げます」と謝罪した。しかし騒動は鎮静せず、この事態を重視した「夢を語れ」本部は一部メディアの取材に対し「私どもの日頃の指導不足であったと認識」し、謝罪文の掲載、接客態度やソーシャルメディアの利用方法などについて改めて見直し、グループの全店主に研修・指導を徹底することを明らかにした。また、当該店に対しては同年4月26日の営業をもって『夢を語れ』の屋号を外させ「夢を語れ埼玉」としての営業を終了させることを決めている。